# Афшар, Махназ
Махназ Афшар (перс. مهناز افشار‎) — иранская киноактриса, одна из самых известных в Иране послереволюционного периода.

## Биография
Изучала естествознание в средней школе. После её окончания одна из её родственников, которая была ассистентом по театральному искусству в колледже «Сурех», познакомила её с художественным институтом «Ханнанех». Изучая видеоматериалы в последующие годы, она участвовала в постановках учебных материалов «Кетабе Аввал», режиссёра Дариуша Мехрюйя.
Позже она была приглашена Шамси Фазл Элахи для участия в сериале под названием «Гомсодех», снятом Масудом Навай, и стала её первой официальной работой в телеиндустрии, но её профессиональная карьера продолжилась, снимаясь в фильме «Doostan» режиссёра Абдуллы Эскандари «Доостам», однако фильм не вышел в прокат по причине цензуры.
Её первое официальный дебют в качестве актрисы в киноиндустрии состоялся в фильме под названием Shoure Eshgh.
Сейчас Махназ является одной из популярных актрис в стране. Также она является одной из членов жюри телепередачи Persia's Got Talent, иранской версии телешоу Минута славы

## Фильмография
| Год  |   | Русское название | Оригинальное название            | Роль    |
| ---- | - | ---------------- | -------------------------------- | ------- |
| 1999 | ф |                  | Shirha-ye-javan                  |         |
| 1999 | ф | Doostan          | Оригинальное название неизвестно |         |
| 2000 | ф |                  | Shoor-e eshgh                    |         |
| 2000 | ф |                  | Khakestary                       | Bita    |
| 2001 | ф |                  | Negin                            | Neda    |
| 2011 | ф |                  | Sa-adat abad                     | Laleh   |
| 2015 | ф |                  | Khane e Dar Khiaban 41           |         |
| 2016 | ф |                  | Nahange Abar 2                   | Rouya   |
| 2016 | ф |                  | Delighted                        |         |
| 2017 | ф |                  | Woodpecker                       |         |
| 2017 | ф |                  | Los Angeles - Tehran             | Ayda    |
| 2018 | ф |                  | Agitation                        | Darya   |
| 2018 | ф |                  | Suddenly the tree                | Mahtab  |
| 2018 | ф |                  | Ghasam                           | Razia   |
| 2019 | ф |                  | New Moon Hotel                   | Noushin |